# Николай Алексиев
Николай Борисов Алексиев е български учител и поет.

## Биография
Роден е през 1941 година в град Свети Врач (днес Сандански). Завършва средното си образование в гимназия „Яне Сандански“ в родния си град и българска филология в СУ „Св. Климент Охридски“ в София. Учител е по български език и литература в гимназия „Яне Сандански“ и трето основно училище „Христо Ботев“ в град Сандански.

## Награди
Носител е на международната награда „Мелнишки вечери на поезията“ за 2011 година.

## Творчество
Печатал е свои стихове в литературни вестници и списания. Автор е на стихосбирките:
- „Белег от сняг“ – 1999,
- „Мухльо & со.“ – 2000, хумористична
- „Вечерен дъжд“ – 2004,
- „Врабче в олтара“ – 2006.